# Mehadika
Mehadika, 1911 és 1918 között Kismiháld (románul Mehadica, népiesen Megica vagy Migica) falu Romániában, a Bánságban, Krassó-Szörény megyében, Mehadica központja.

## Nevének eredete
Nevében a kicsinyítő képző Mehádiára utal. Első említése: Mehedyka (1440).

## Fekvése
Orsovától 46 km-re észak–északnyugatra, a Krassó-Szörényi-érchegység egyik völgyében fekszik. A Mehadica-patak folyik át rajta.

## Története
A 15–16. században a mehádiai kenézi kerület falva. 1603-ban a Gerlistyei család öt, a Rada, Borczun, Szabó és Frusa családok egy-egy porta után adóztak. 1774-ben az oláh-bánsági határőrezred petniki századába sorolták. 1780-ban két ortodox egyházközségre oszlott. 1873-tól Szörény vármegyéhez, 1880-tól Krassó-Szörény vármegyéhez tartozott.
1896. június 28-án az évszázadok óta használt közös legelők fölméretése és megváltatása ellen tüntető tömegre a csendőrség sortüzet adott le, amelyben hat falusi meghalt.
Híres szűcsközpont volt.

## Népesség
- 1842-ben 1595 ortodox és 10 római katolikus vallású lakosa volt.[2]
- 1900-ban lakosából 2126 volt román, 34 cigány és 13 magyar anyanyelvű; 2155 ortodox és 15 római katolikus vallású. 35%-uk tudott írni–olvasni, 2%-uk beszélt magyarul.
- 2002-ben 922-en lakták, 894 fő román, 20 cigány és 5 magyar nemzetiségű, 904 görögkeleti ortodox vallású.

## Látnivalók
- A falu hírnevét 14 vízimalmának köszönheti, melyek a 20. század elején épültek.
- Falumúzeumában a környék múltjának népi használati tárgyait állítják ki.

## Képek

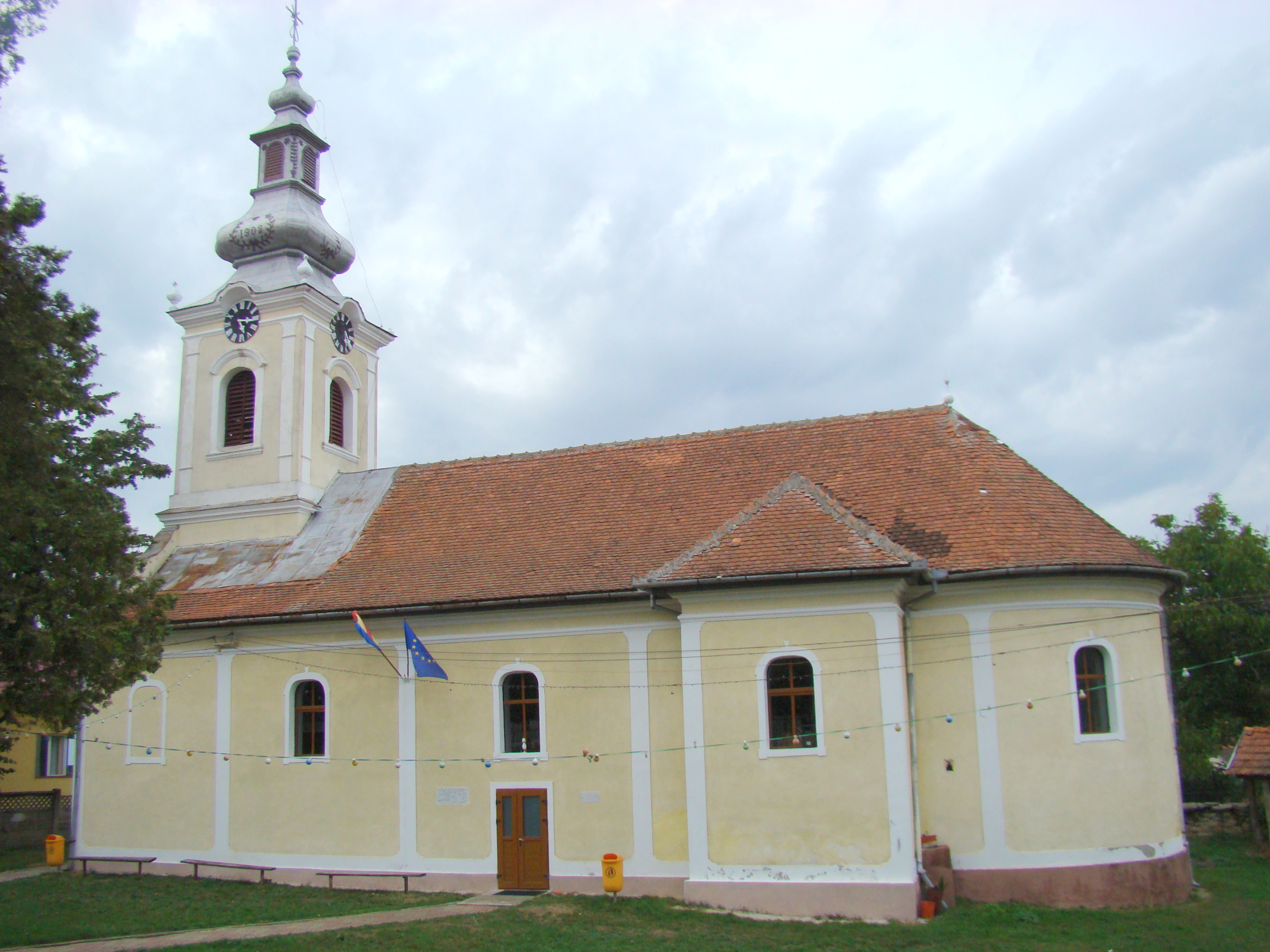
A Szűz Mária születése templom
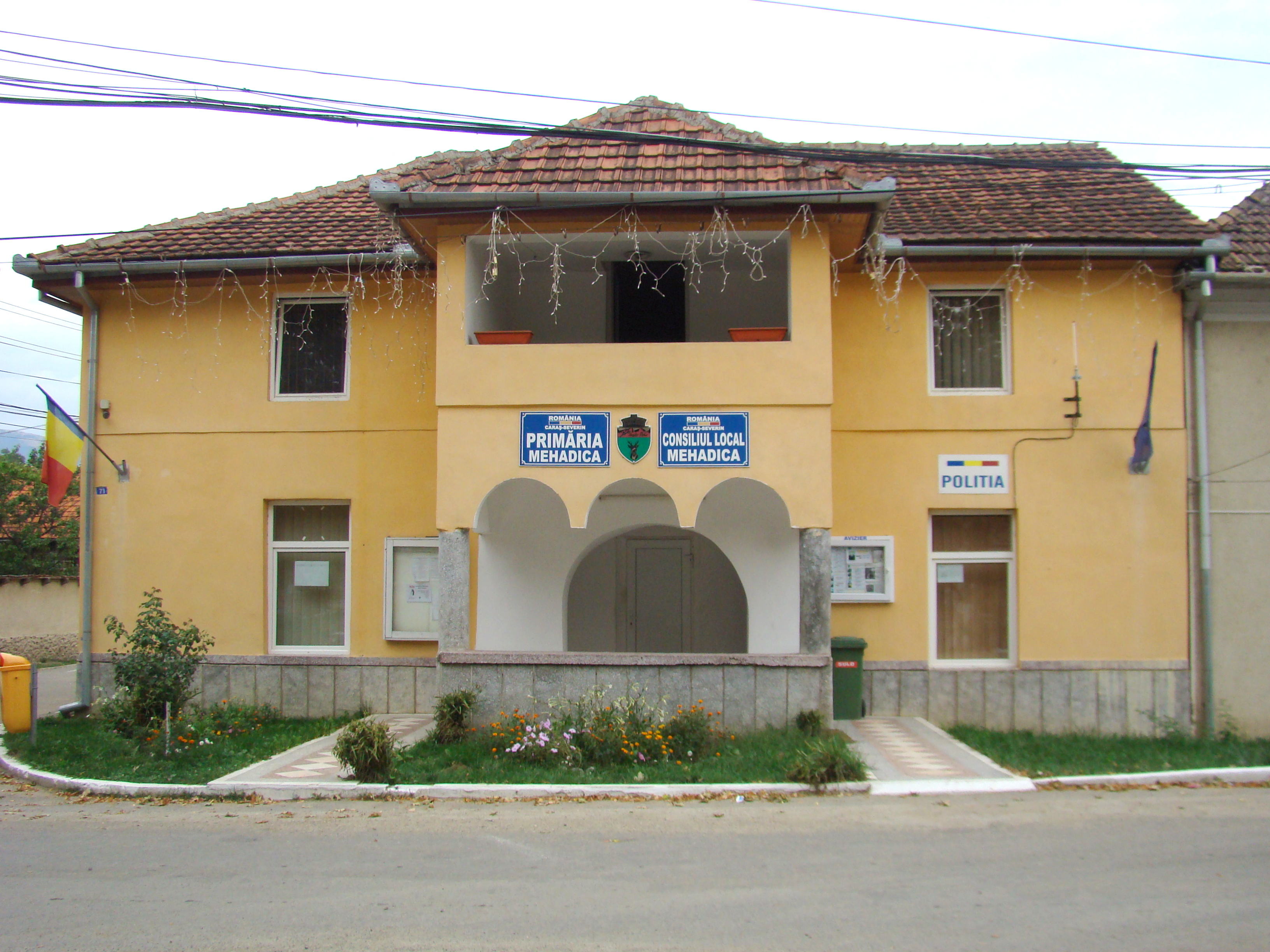
Községháza
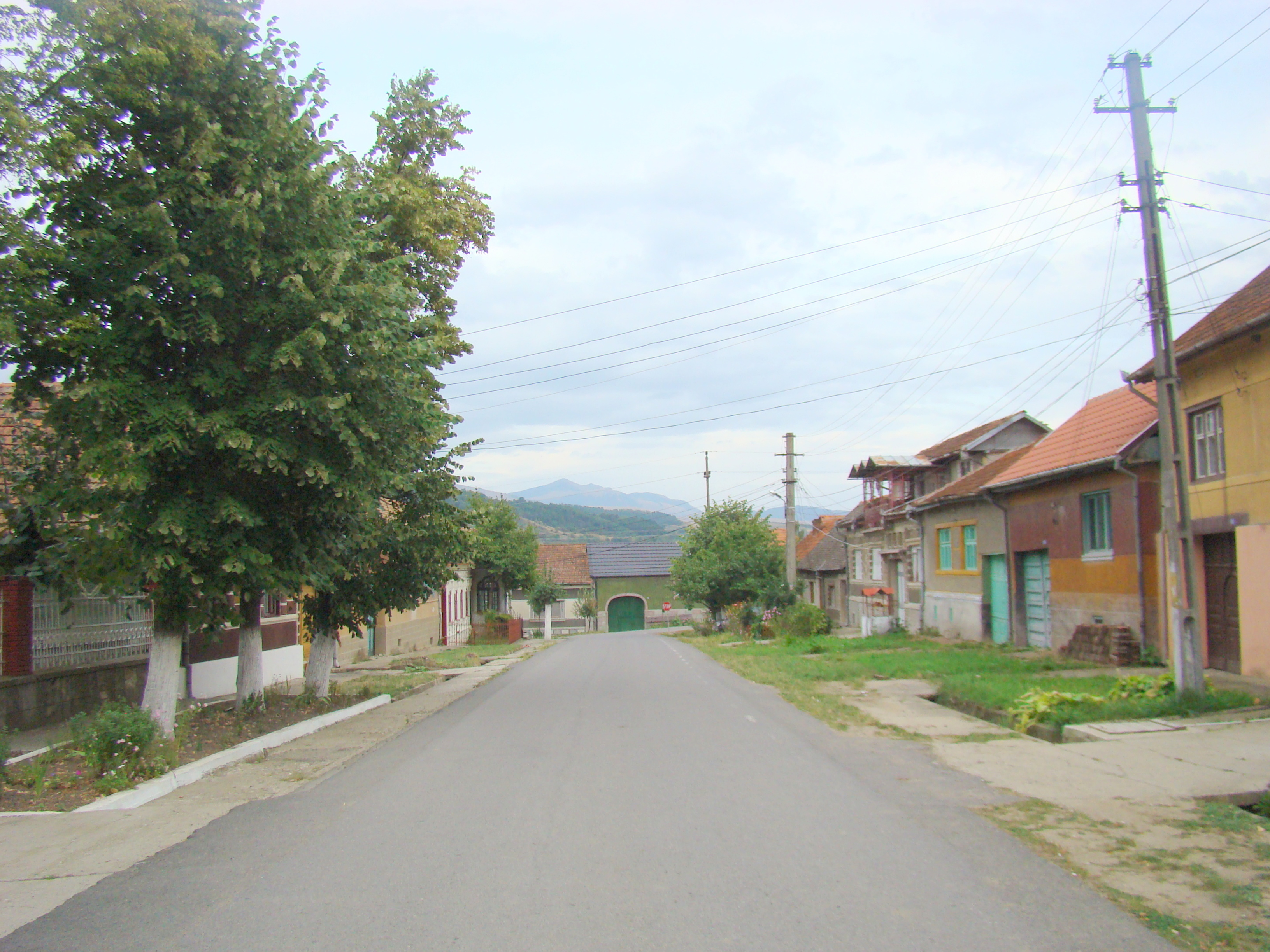
Utcakép
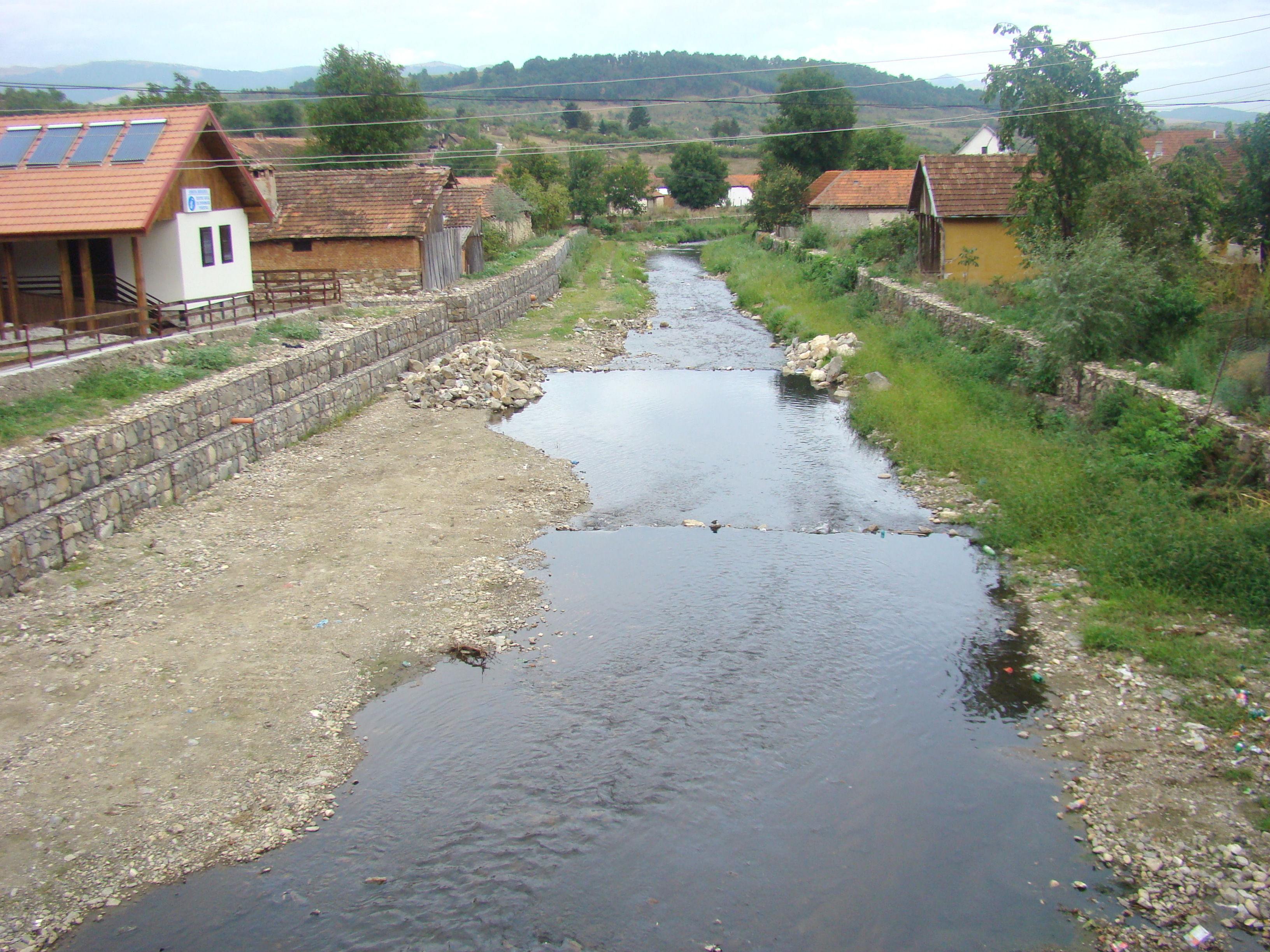
A Mehadica-patak
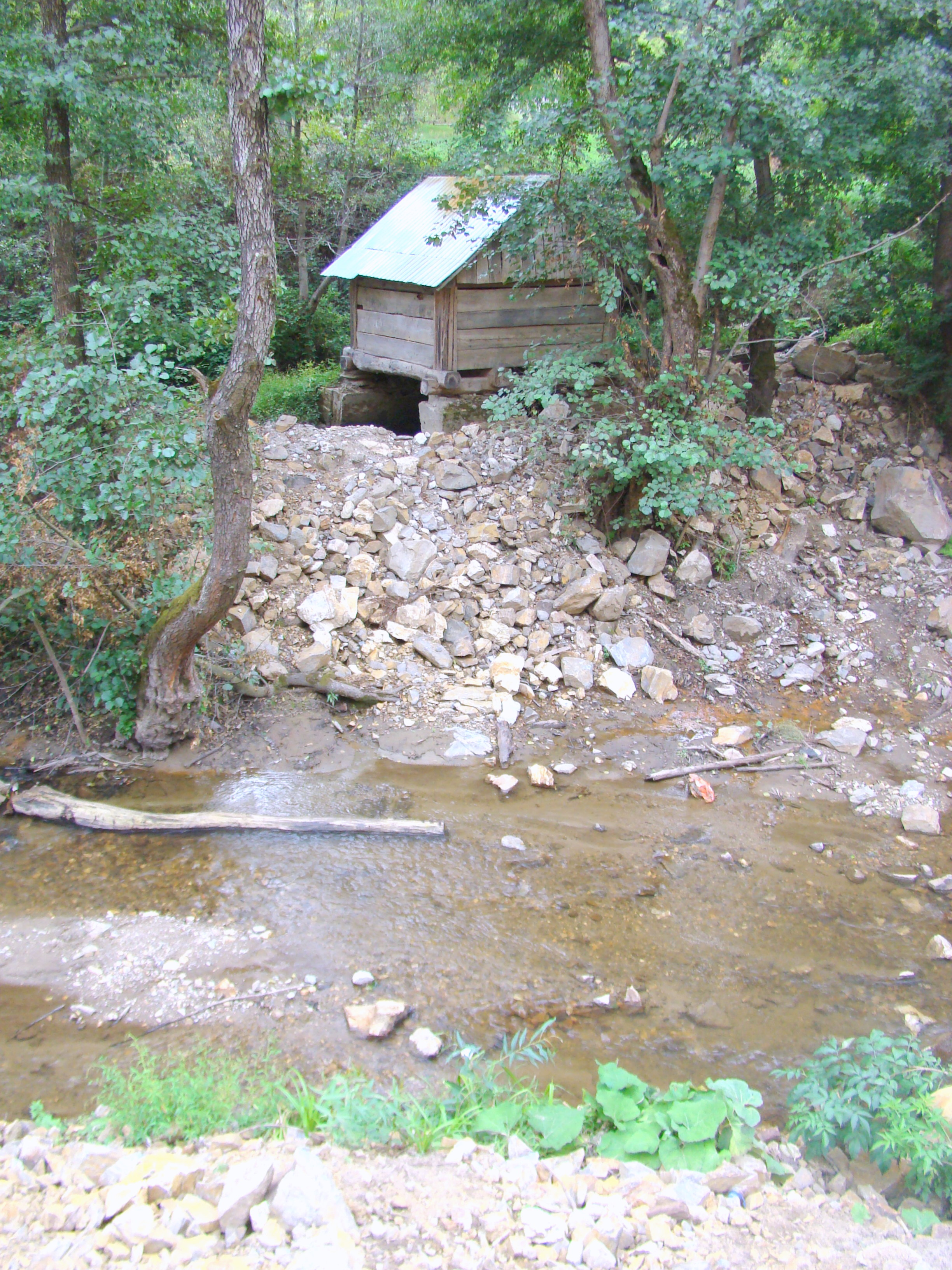
Horizontális vízimalom Mehadikán

## Külső hivatkozások
- A község honlapja